# دهستان نهرمیان
دهستان نهرمیان یکی از دهستان‌های استان مرکزی است که در بخش زالیان شهرستان شازند واقع شده است.زبان مردم این نواحی لری می باشد.واقع شده در بین کوه های زاگرس دارای آب هوای کوهستانی.وطایفه های مختلف دهستان نهرمیان عبارتند از: رستمی ،نوابی قاسمی،عابدی،،حاجیزاده،مرادی،خاکی،نهرمیانی، خلیلی بیگی،صمدی،احدی،امیدی،شاحسینی،ذولفقاری،بختیاری،ربیعی،  محمدی،گودرزی،سیفی،گرگوند،زبانگیر،عسگری،نعیمی،صفری،  نادری،فرجی،و..... 
روستاهای تابع آن عبارتند از: بهمنی،  تاج دولتشاه، جلایر،  چقاسیاه، خیرآباد، سنگ سفید، سوارآباد علیا، ظهیرآباد نهرمیان، قره بنیاد،  قلعه چی بالا، قلعه چی پایین، قوش تپه، کتیران بالا، کتیران پایین، کوس علی،  گل زرد قلعه، مروارید دره،  مزرعه خاتون،  نهرمیان، کله نهرمیان.